# Tiberio Billò
Tiberio Billò, né à Sienne, actif de 1562 à 1587, est un peintre maniériste italien.

## Galerie

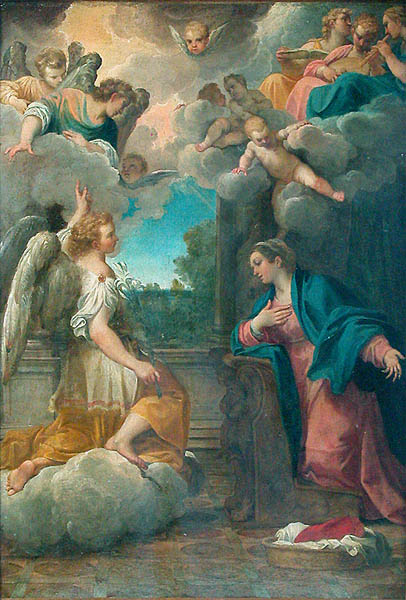
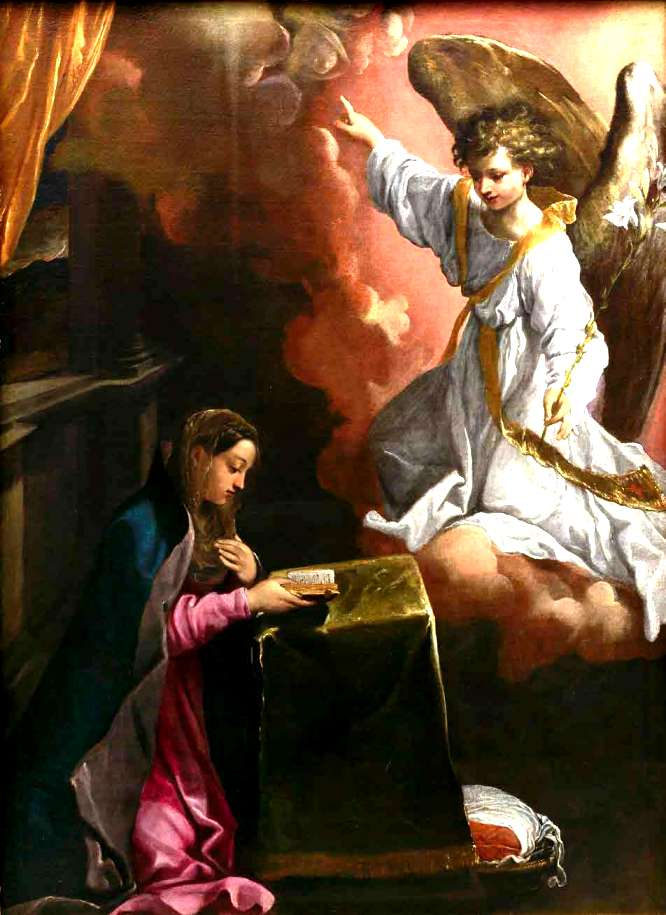

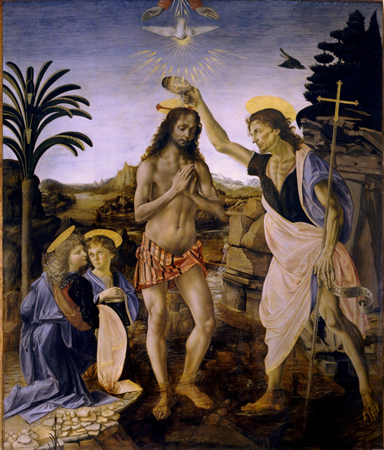
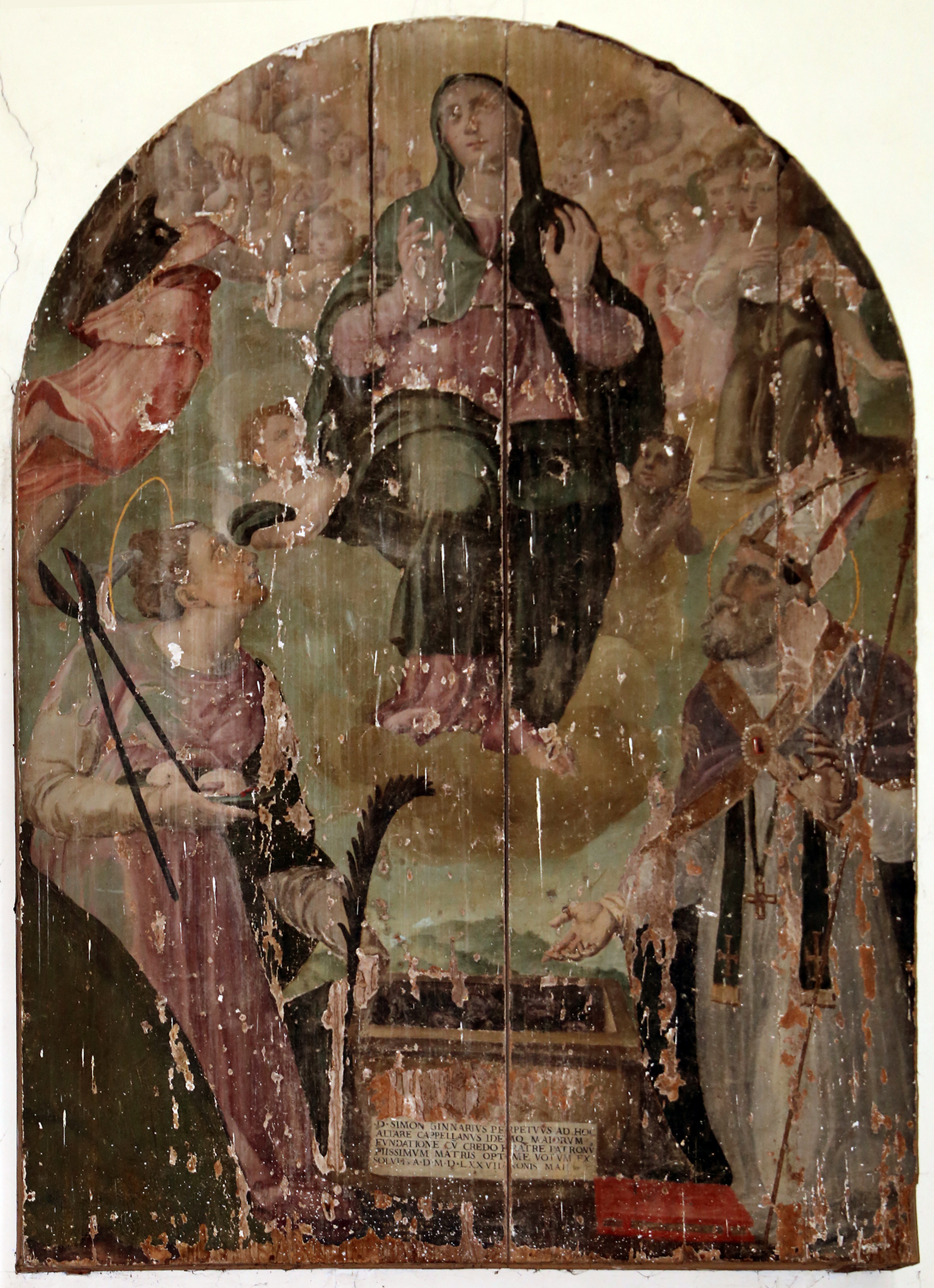

## Collections
- Collection de peintures du musée des Beaux-Arts de Chartres
- Musée civique et diocésien de Sienne[1]